# Mumlawski Wierch
Mumlawski Wierch (czes. Mumlavská hora, niem. Mummelberg, 1217 m n.p.m.) – szczyt w Karkonoszach w obrębie Śląskiego Grzbietu.
Położony jest w zachodniej części Śląskiego Grzbietu. Na wschodzie sąsiaduje z Kamiennikiem. Ku zachodowi Śląski Grzbiet obniża się i skręca ku północnemu zachodowi, gdzie kończy się Kocierzem nad Przełęczą Szklarską. Wcześniej odchodzi od niego boczny grzbiet ku południowemu zachodowi. Wybijają się w nim Mrtvý vrch i Bilý vrch.
Od Mumlawskiego Wierchu ku północy odchodzi boczny grzbiet z Przedziałem, który od Przedziału skręca na zachód i kończy się Babińcem.
Zbudowany z granitu karkonoskiego.
Cały masyw porośnięty lasami świerkowymi regla górnego. Zbocza są podmokłe, z licznymi torfowiskami wiszącymi - wiszarami, które zasilane są wodą z licznych źródeł.
Przez szczyt przechodzi granica państwowa między Polską a Czechami.
Leży w obrębie Karkonoskiego Parku Narodowego i czeskiego Karkonoskiego Parku Narodowego (czes. Krkonošský národní park, KRNAP).

## Szlaki turystyczne
Północno-wschodnim zboczem Mumlawskiego Wierchu, dość nisko, biegnie szlak turystyczny:
- zielony z Jakuszyc na Halę Szrenicką.